# 田中順也
田中順也（1987年7月15日—），日本足球運動員，現效力日丙球隊FC岐阜，前日本國家足球隊成員。

## 俱乐部生涯
田中顺也1987年7月15日出生于日本东京，在顺天堂大学参加大学联赛。2009年，大学4年级的田中順也作为日职联赛特別指定選手加盟柏雷素尔。
2009年8月15日，他在日职第21轮柏雷素尔客场对阵千叶市原的比赛中首次在职业联赛中登场。
2010年，田中順也正式加盟降入日乙联赛的柏雷素尔，帮助球队获得冠军，升级回到日职。
2011年，他在29次出场中打进13球，帮助柏雷素尔在升班的第一个賽季就获得日职冠军。
葡超球队里斯本竞技官方宣布，日本前锋田中顺也已从柏雷素爾正式加盟里斯本竞技，田中顺也与俱乐部签署了为期5年的合同，但并未公布转会费。
里斯本竞技客场1:0小胜布拉加，日本前锋田中顺也在比赛最后时刻打进全场唯一入球。这是他14年夏天加盟球队以来收获的首个联赛进球。
里斯本竞技官方宣布，球队将日本前锋田中顺也租借给了柏雷素尔，租期至2017年夏天。
柏雷素爾官方宣布，田中順也正式從球隊加盟至神戶勝利船。

## 國家隊生涯
田中顺也在2012年被日本队主帅沙哲朗尼选入日本国家足球队。
田中顺也没有入选日本国家足球队出战2014年巴西世界杯。

## 外部連結
- レプロエンタテインメントによるプロフィール
- Junya.Tanaka的X（前Twitter）
- Junya Tanaka的Instagram帳戶